# Bobby Orr-trófea
A Bobby Orr-trófea egy díj, melyet az Ontario Hockey League keleti főcsoport rájátszás győztese kap. A trófeát Bobby Orr-ról nevezték el. Először 1999-ben adták át. A nyugati főcsoport rájátszás győztese a Wayne Gretzky-trófeát kapja.

## A győztesek
| Szezon    | Győztes                                                                | #                                                                      | Eredmény                                                               | Vesztes                                                                |
| --------- | ---------------------------------------------------------------------- | ---------------------------------------------------------------------- | ---------------------------------------------------------------------- | ---------------------------------------------------------------------- |
| 2019–2020 | A rájátszás elmaradt a Covid19-pandémia miatt. A trófeát nem adták át. | A rájátszás elmaradt a Covid19-pandémia miatt. A trófeát nem adták át. | A rájátszás elmaradt a Covid19-pandémia miatt. A trófeát nem adták át. | A rájátszás elmaradt a Covid19-pandémia miatt. A trófeát nem adták át. |
| 2018–2019 | Ottawa 67’s                                                            | 4                                                                      | 4–0                                                                    | Oshawa Generals                                                        |
| 2017–2018 | Hamilton Bulldogs                                                      | 1 (3)                                                                  | 4–1                                                                    | Kingston Frontenacs                                                    |
| 2016–2017 | Mississauga Steelheads                                                 | 1 (2)                                                                  | 4–0                                                                    | Peterborough Petes                                                     |
| 2015–2016 | Niagara IceDogs                                                        | 2                                                                      | 4–0                                                                    | Barrie Colts                                                           |
| 2014–2015 | Oshawa Generals                                                        | 1                                                                      | 4–2                                                                    | North Bay Battalion                                                    |
| 2013–2014 | North Bay Battalion                                                    | 1                                                                      | 4–0                                                                    | Oshawa Generals                                                        |
| 2012–2013 | Barrie Colts                                                           | 4                                                                      | 4–3                                                                    | Belleville Bulls                                                       |
| 2011–2012 | Niagara IceDogs                                                        | 1                                                                      | 4–1                                                                    | Ottawa 67’s                                                            |
| 2010–2011 | Mississauga St. Michael’s Majors                                       | 1                                                                      | 4–1                                                                    | Niagara IceDogs                                                        |
| 2009–2010 | Barrie Colts                                                           | 3                                                                      | 4–1                                                                    | Mississauga St. Michael’s Majors                                       |
| 2008–2009 | Brampton Battalion                                                     | 1                                                                      | 4–2                                                                    | Belleville Bulls                                                       |
| 2007–2008 | Belleville Bulls                                                       | 2                                                                      | 4–1                                                                    | Oshawa Generals                                                        |
| 2006–2007 | Sudbury Wolves                                                         | 1                                                                      | 4–2                                                                    | Belleville Bulls                                                       |
| 2005–2006 | Peterborough Petes                                                     | 1                                                                      | 4–1                                                                    | Barrie Colts                                                           |
| 2004–2005 | Ottawa 67’s                                                            | 3                                                                      | 4–0                                                                    | Peterborough Petes                                                     |
| 2003–2004 | Mississauga IceDogs                                                    | 1                                                                      | 4–2                                                                    | Toronto St. Michael’s Majors                                           |
| 2002–2003 | Ottawa 67’s                                                            | 2                                                                      | 4–3                                                                    | Toronto St. Michael’s Majors                                           |
| 2001–2002 | Barrie Colts                                                           | 2                                                                      | 4–0                                                                    | Toronto St. Michael’s Majors                                           |
| 2000–2001 | Ottawa 67’s                                                            | 1                                                                      | 4–0                                                                    | Toronto St. Michael’s Majors                                           |
| 1999–2000 | Barrie Colts                                                           | 1                                                                      | 4–1                                                                    | Belleville Bulls                                                       |
| 1998–1999 | Belleville Bulls                                                       | 1                                                                      | 4–1                                                                    | Oshawa Generals                                                        |